# Tony Rudd
Anthony Cyril "Tony" Rudd, född 18 mars 1923, död 22 augusti 2003, var en brittisk ingenjör och formelbilskonstruktör.

## Karriär
Tony Rudd deltog i andra världskriget som bombplanspilot. Därefter arbetade han med flygmotorer hos Rolls-Royce, men han var mer intresserad av tävlingsbilar. 1951 blev han utlånad till British Racing Motors för att arbeta med Rolls-Royce-kompressorn på BRM Type 15. Han blev kvar hos BRM och utnämndes 1960 till chefskonstruktör. Rudd var huvudansvarig för den P57 som vann formel 1-VM 1962 men även för den mindre lyckade P83.
Rudd lämnade BRM 1969 och gick över till Lotus. Där blev han ansvarig för sportbilarna, medan Colin Chapman tog hand om tävlingsverksamheten. Rudd byggde även upp Lotus konsultverksamhet. Hos BRM hade Rudd testat markeffekt på skalmodeller och han blev involverad i utvecklingen av Lotus 78. Hans sista uppdrag hos Lotus var som stallchef för Team Lotus under det sista året innan familjen Chapman sålde stallet.
Sedan Rudd lämnat Lotus 1990 arbetade han vidare som konsult inom bilindustrin. Han skrev även en självbiografin It was fun.